# Meltem Yıldızhan
Meltem Yıldızhan (Istanbul, 5 agosto 1999) è una cestista turca.

## Carriera
Con la Turchia ha disputato due edizioni dei Campionati europei (2021, 2023).